# Ortenburg
Ortenburg est une commune de Bavière (Allemagne), située dans l'arrondissement de Passau, dans le district de Basse-Bavière.

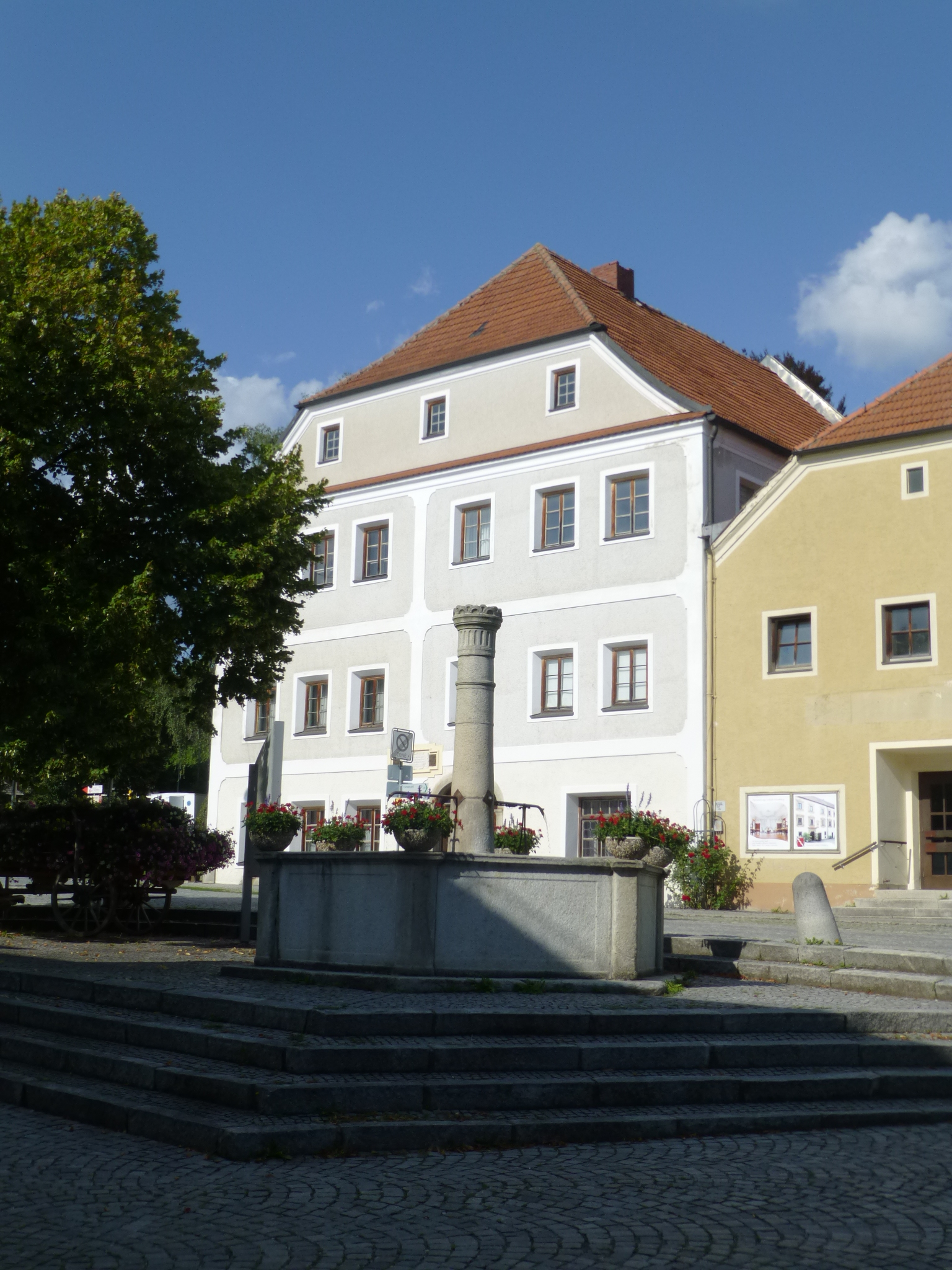
La place principale avec la fontaine nord.